# Friedrich der Große (Schiff, 1877)
Die Friedrich der Große war ein Turmschiff der Kaiserlichen Marine und das zweite Schiff der Preußen-Klasse.
Der Bau auf der Kaiserlichen Werft in Kiel begann am 15. April 1871. Der Stapellauf war am 20. September 1874, die Indienststellung am 22. November 1877. Die Friedrich der Große war das erste auf der Kaiserlichen Werft gebaute Schiff.
Die Schiffe dieser Klasse waren ursprünglich als Kasemattschiffe geplant worden und wurden deshalb als Panzerfregatten bezeichnet. Aber noch vor Baubeginn wurde entschieden, sie als Turmschiffe zu bauen. Die Bezeichnung wurde deshalb auf Panzerschiffe geändert.
Die Schiffe waren die ersten in Deutschland gebauten gepanzerten Schiffe mit drehbaren Türmen zur Aufnahme der Geschütze, gebaut zu einer Zeit, als die Kaiserliche Marine sich aus ihrer Abhängigkeit von ausländischen Werften zu lösen begann. Die Schiffe waren 96,59 Meter lang und verdrängten, bei einem Konstruktionsgewicht von 6.821 Tonnen, voll ausgerüstet 7.718 Tonnen. Sie hatten eine schmiedeeiserne Panzerung, die auf Teakholzplanken (sogenannte Hinterlage) montiert war. Die Eisenplatten der Zitadelle und der Türme waren 203 mm dick, die des Gürtelpanzers, der die Schiffseiten in der Wasserlinie schützte, maßen vorn und achtern 102 mm, in der Schiffsmitte 228 mm. Die Schiffe besaßen 1.834 Quadratmeter Segelfläche in Vollschiff-Takelung sowie Dampfmaschinen und erreichten eine Höchstgeschwindigkeit (unter Dampf) von 14 Knoten. Die Besatzung bestand aus 46 Offizieren und 454 Mann.
Ab 1876 war Paul von Reibnitz wiederholt Kommandant. Die Friedrich der Große war im Flottendienst bis 1891, wurde dann im Hafendienst und später als Kohlenbunker verwendet und 1920 in Rönnebeck abgewrackt.